# 拉普亚德
拉普亚德（法語：Lapouyade，法語發音：[lapujad]）是法国吉伦特省的一个市镇，属于利布尔讷区。

## 地理
拉普亚德（45°5'10"N, 0°17'13"W）面积25.8 平方千米，位于法国新阿基坦大区吉倫特省，该省份为法国西南部沿海省份，是法國本土面积最大的省，北起滨海夏朗德省，西临大西洋，南至朗德省，东南接洛特-加龍省，东临多爾多涅省。
与拉普亚德接壤的市镇（或旧市镇、城区）包括：贝德纳克、塞尔库、克莱拉克、蒂扎克德拉普亚德、拉吕斯卡德、马朗桑。

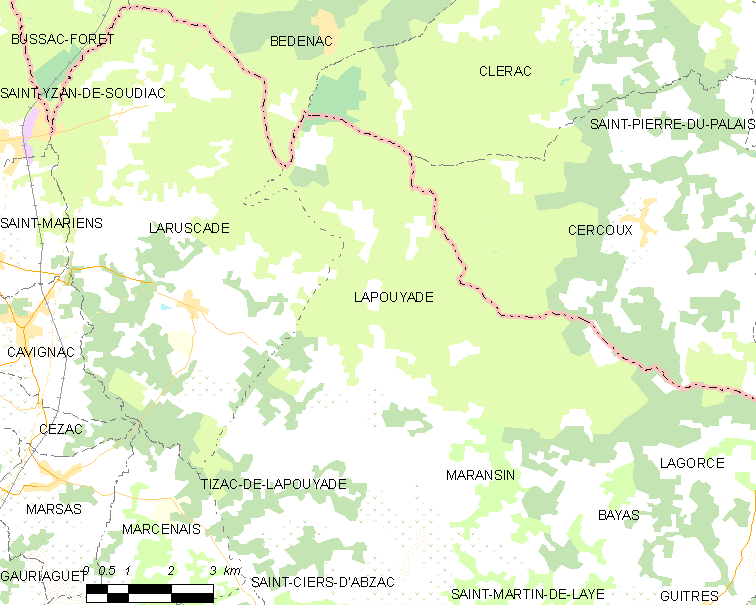
拉普亚德的OSM定位图

拉普亚德的时区为UTC+01:00、UTC+02:00（夏令时）。

## 行政
拉普亚德的邮政编码为33620，INSEE市镇编码为33230。

## 政治
拉普亚德所属的省级选区为北利布尔奈县。

## 人口

1962-2008年间拉普亚德人口变化图示

拉普亚德于2022年1月1日时的人口数量为545人。